# Dieptestructuur (taalkunde)
In de taalkunde en in het bijzonder de syntaxis wordt met de dieptestructuur of D-structuur van een taaluiting een theoretische constructie bedoeld waarvan het hoofddoel het aan elkaar koppelen van een aantal verwante taalinherente structuren is. Deze structuur staat in tegenstelling tot de oppervlaktestructuur. Het gebruik van de termen dieptestructuur en oppervlaktestructuur is vanuit de taalkunde uitgebreid naar andere disciplines, zoals de architectuur, de muziek (de Schenkeriaanse analyse) en de politiek. Daarnaast zijn deze termen - niet helemaal terecht - rechtstreeks in verband gebracht met de eveneens door Chomsky voorgestelde universele grammatica. 
De dieptestructuur heeft bijvoorbeeld betrekking op zinnen met wel en geen anaforen of die in de bedrijvende of de lijdende vorm staan; vaak betekenen dergelijke zinsparen in feite hetzelfde en worden daarom verondersteld een gezamenlijke dieptestructuur en verschillende oppervlaktestructuren te hebben. Grammaticale fouten in de onderliggende structuur hebben als gevolg hiervan verstrekkende gevolgen voor zinnen met verschillende oppervlaktestructuren die dezelfde onderliggende structuur hebben. Een voorbeeld is de omzetting van de zin *De man die ik heb gepraat (in plaats van De man over wie ik heb gepraat) naar * Ik heb hem gepraat.
Dieptestructuren staan met name centraal in de transformationele taalkunde, waar ze worden afgeleid van contextvrije taal en vervolgens omgevormd tot oppervlaktestructuren. De rol van de dieptestructuren veranderde sterk naarmate de theorieën van Chomsky verder evolueerden; sinds halverwege de jaren 90 speelt dieptestructuur in de transformationele grammatica geen rol van betekenis meer. Volgens "Chomsky 1" was de dieptestructuur van een taaluiting bepalend voor de uiteindelijke interpretatie (een idee dat in zijn geheel is overgenomen in de generatieve semantiek), volgens "Chomsky 2" was dit een combinatie van de diepte-en de oppervlaktestructuur en volgens "Chomsky 3" geen van deze twee. 